# Teby Zachodnie
Teby Zachodnie (miasto umarłych) – obszar na lewym brzegu Nilu, ciągnący się od jego brzegów, poprzez Gurna, gdzie znajduje się Świątynia Milionów Lat Seti I, rozciągający się na północnym zachodzie przez Deir el-Bahari do Doliny Królów, na południowym zachodzie do Doliny Królowych oraz na południu do Medinet Habu i Świątyni Milionów Lat Amenhotepa III, z której jedyną pozostałością są Kolosy Memnona i Ramesseum w centrum.
W obszarze Teb Zachodnich; Nekropoli Tebańskiej, znajdują się (oprócz wyżej wspomnianych):
Gurnet Murrai, Szeich Abd el Gurna, Assassif, Chocha, Dra Abu al Naga, al Tarif oraz osada i nekropolia rzemieślników – Deir el-Medina.

## Dolina Królów
lub Bramy Królów, arab. Biban al Muluk, egip. Sechet-aat – „Wielka Łąka”...
Miejsce pochówku z czasów XVIII, XIX i XX dynastii.

## Dolina Królowych
lub Bramy Królowych, arab. Biban al Malikat, egip. Ta Set Neferu – „Miejsce Pięknego Spełnienia”.
Miejsce pochówku królowych i Synów Królewskich – następców tronu z czasów XIX i XX dynastii.

## Szeich Abd el Gurna
Właściwie Szajch Abd al Qurna. Nekropola dostojników, rozciągająca się na wzgórzach za Ramesseum. Dzieli się na trzy mniejsze obszary: „Wielki”, „Mały” i „Wieś”.
W „małym” okręgu na szczególną uwagę zasługują: grobowiec Pisarza i Astronoma Amona – Nachta (TT52). Znajdują się w nim doskonale zachowane malowidła przedstawiające Nachta i jego żonę podczas nadzorowania prac polowych, polowań oraz uroczystego bankietu. Ciekawym szczegółem dekoracji jest wizerunek kota jedzącego pod stołem rybę.
Grobowiec Min (TT109) – prefekta This i zwierzchnika kapłanów Onurisa, urzędnika blisko związanego z dworem królewskim Amenhotepa II.

oraz:

Grobowiec Czaja (TT23), urzędnika „spraw zagranicznych”.
Grobowiec Dżeserkareseneba (TT38), Księgowego w Spichlerzach Amona, ze wspaniałymi malowidłami scen bankietowych z muzykantami i tancerzami.
Grobowiec Uaha (TT22), wypełniony malowidłami scen z obchodów świąt, które organizował.
Kaplica Amenmoze (TT42), wysokiej rangi oficera, ze scenami o tematyce wojskowej i wojennej, wychwalającymi potęgę armii faraona.
W „wielkim” okręgu znajdują się grobowce Menny (TT69) i Rachmire (TT100).
Menna był Pisarzem Pól w czasach Totmesa IV. Obowiązkiem jego było nadzorowanie granic działek i położenia kamieni granicznych na miedzach oraz spisywanie areałów i plonów.
Grobowiec składa się z kilku pomieszczeń. Jego główna część to Sala Ofiarna i Kaplica.
Ściany pierwszego z tych pomieszczeń pokrywają malowidła przedstawiające Menne podczas wykonywania obowiązków: spisywaniu plonów i karaniu nieuczciwych rolników, próbujących ukryć prawdziwą wielkość plonów. Na innym malowidle Menna otrzymuje podczas bankietu bogate ofiary w otoczeniu członków rodziny, ubranych w piękne szaty, przybranych w wieńce z kwiatów. Całemu orszakowi towarzyszą Ozyrys i Hathor. Wiele malowideł przedstawia sceny z codziennego życia: kłótnie żniwiarzy, czy dziewczynę wyjmującą cierń ze stopy swej towarzyszki.
Na ścianach Kaplicy wymalowano sceny polowań i połowy ryb, w których biorą udział Menna i jego rodzina oraz pielgrzymkę Menny do Abydos, by brać udział w misteriach Ozyrysa.
Rachmire – Ten-który-zna/jest-jak-Re był wysoką osobistością – wezyrem Górnego Egiptu i gubernatorem Teb w czasach Amenhotepa III.
Jego ogromny grobowiec jest pełny malowideł. Ich powierzchnia wynosi około 700 m². Znaczna ich część to tradycyjne malowidła o treści pogrzebowej, religijnej i rodzinnej. Są jednak wśród innych malowideł szczególne, przedstawiające rozliczne zajęcia Rachmire: audiencję, podczas której wezyr otrzymuje bogate dary, składane przez Azjatów i ciemnoskórych mieszkańców południa Afryki. Wśród darów Nubijczycy prowadzą gepardy, żyrafę i stada wołów. Jeden z nich niesie na ramieniu kość słoniową, na której przysiadła małpka. Nubijczycy wiodą także niewolników. Wysłannicy krainy Punt niosą egzotyczne płody ziemi – krzewy do pozyskiwania gumy arabskiej.
Dalej w orszaku pojawiają się, odziani we wzorzyste pasy i spódniczki, przybysze z „kraju Keftiu i wysp na Wielkim Morzu” – to Minojczycy, niosący wazy i amfory, naszyjniki i kość słoniową. Dalej Rachmire dokonuje inspekcji niewolników, których „Jego Majestat przywiódł ze swych zwycięskich wypraw do krajów południowych...”, a których sprowadzono aby wypasali bydło i zajmowali się tkactwem. Duża część malowideł to swoisty „katalog obrazkowy”, przedstawiający egipską technikę. Niezwykłe, realistyczne sceny przedstawiają pracę najróżniejszych rzemieślników. Są wśród nich kuśnierze i rymarze, robiący sandały i rozliczne przedmioty ze skóry, powroźnicy skręcający liny, złotnicy wytapiający złoto, rzeźbiarze drążący wazy w bryłach alabastru. Wszyscy oni składają swe wytwory u stóp potężnego Rachmire. Jednakże najsłynniejszym motywem malowideł, unikatowym pod względem tematyki, jest produkcja cegieł. Z sadzawki okolonej drzewami dwóch mężczyzn czerpie dzbanami wodę. Obok kilku kopie gliniastą ziemię i miesza ją z wodą. Inni z tej papki formują cegły przy pomocy drewnianej formy bez dna. Dalej wysuszone na słońcu cegły przenosi się na plac budowy przy pomocy „nosiłków”. Ludzie pracujący przy produkcji cegieł to niewolnicy, których „Majestat Jego przywiódł do prac w Świątyni Amona”. Są wśród nich jasnowłosi i jasnoskórzy Syryjczycy oraz ciemnoskórzy Nubijczycy w przepaskach na biodrach. Ciekawe jest także, bodaj jedyne w malowidłach egipskich, przedstawienie rampy z cegieł i gruzu – rampy budowlanej. Przy rampie leży kamienna płyta, lecz nie widać sposobu jej transportu po rampie, dalej malowidło jest uszkodzone. Następnie ukazano statki przywożące kamienne bloki, wleczone następnie na saniach. Kamieniarze natychmiast obrabiają dostarczony materiał, sprawdzając przy pomocy specjalnego przyrządu ile materiału należy jeszcze skuć. Inni kamieniarze i rzeźbiarze zajmują się wykonywaniem posągów, stojąc na wysokich rusztowaniach. Malowidła kończą sceny rodzinne i pogrzebowe oraz przedstawienie oficjalnej wizyty Rachmire u faraona, podczas której otrzymuje on od króla tzw. „Złoto Zasługi” oraz sceny audiencji i przyjmowanie petycji od ludu.
Według słów samego Rechmire kaplicę grobową zbudował „aby me imię przetrwało tu niewzruszenie i bezpiecznie przez miliony lat, a pamięć moja trwała tutaj na zawsze”. Jak do tej pory życzeniu jego, szczęśliwie, staje się zadość.
Inne grobowce to: (TT78) grobowiec Horemheba. Był on Skrybą Rekrutów. W jego grobowcu malowidła „opowiadają” o zaciągu rekrutów do piechoty i oddziału rydwanów. (TT93) grobowiec Kenamona – głównego intendenta Amenhotepa III, w którym na malowidłach przedstawiono Święto Nowego Roku, podczas którego składano faraonowi wszelkiego rodzaju dary, od naszyjników poczynając, a na paradnych rydwanach kończąc. Unikatowy jest również grobowiec Antefokera z czasów XII dynastii (TT60), wezyra i gubernatora Teb, zawierający malowidła o tematyce rytualnej i niezwykłe przedstawienie zmarłego w „skórze zmartwychwstania” – Imi-ut (Ten-który-jest-w-łonie).
W okręgu zwanym „wsią” na uwagę zasługuje grobowiec Chaemhata (TT57) i Ramoze (TT55).
Chaemhat był inspektorem Górnego i Dolnego Egiptu w czasach Amenhotepa III. Do jego obowiązków należał nadzór nad odpowiednim napływem zboża do spichlerzy oraz jego odpowiednim, sprawiedliwym rozdziałem. Na malowidłach widzimy jak Chaemhat składa raporty i za swą lojalna służbę otrzymuje od faraona naszyjniki – „Złoto zasługi”.
Grobowiec Ramoze (TT55) wezyra i gubernatora Teb w trudnych czasach Amenhotepa IV (Echnatona). Część dekoracji w jego grobie wykonana jest w stylu „klasycznym”, a część w „amarneńskim”, charakteryzującym się falistą linią konturów, wydłużonymi kształtami głów i deformacjami ciała przedstawianych postaci. Grobowiec składa się z dwóch wielkich sal kolumnowych i kaplicy. Do Komory grobowej prowadzi długi stromy korytarz, pełen wspaniałych reliefów, przedstawiających zmarłego i jego rodzinę w towarzystwie samego faraona, ukazanego raz jako Amenhotep, a raz jako Echnaton opromieniony blaskiem Atona, w towarzystwie swej małżonki Nefertiti.
Amenhotep III ukazany jest w grobowcu Userhata (TT56) gdzie uwieczniono sceny ofiarne oraz prace polowe i polowania na pustyni. Ciekawymi malowidłami udekorowany jest grobowiec Nedżemgera (TT138), w którym przedstawiono piękne ogrody założone na tyłach Ramesseum z ciekawymi, dokładnymi malowidłami systemu irygacyjnego ogrodu oraz całym bogactwem upraw. Na całym obszarze Szeich Abd el Gurna znajduje się mnóstwo grobowców dygnitarzy i dostojników.

## Assassif
Nekropola położona pomiędzy wzgórzami Szeich abd el Gurna i Dra Abu al Naga. Znajdują się tam grobowce głównie dostojników i dygnitarzy XXV i XXVI dynastii. Wiele spośród nich to ogromne, wielopoziomowe pałace z podziemnymi podworcami i niezliczoną liczbą sal i korytarzy na kilku poziomach. Jeden z najokazalszych należy do Montuemhata, IV kapłana Amona i burmistrza Teb (TT34). Na powierzchni jego zasięg zakreślał mur z suszonej cegły mułowej i ogromny pylon. Grobowiec Pedamenopeta (TT33) to największy prywatny grobowiec całej nekropoli tebańskiej. Grobowiec Pabasy (TT279) słynie ze scen hodowli pszczół, co ma symboliczne znaczenie, gdyż jedno z imion faraona, zgodnie z królewskim protokołem, zaczynało się od tytułu Ten-który-należy-do-pszczoły.
Grobowiec Cheruefa (TT192) słynie z reliefów, przedstawiających triadę złożoną z Amenhotepa III, jego Wielkiej Małżonki – królowej Teje i bogini Hathor.

## Chocha
Właściwie Al Chocha. Niewielkie wzgórze na południe od Assassif z rozlicznymi grobowcami z różnych epok. To tu znajduje się najstarszy grobowiec z I Okresu Przejściowego (po upadku VI dynastii) należący do Chenti-Pepi (TT405).
Grobowce tej nekropoli są z reguły dużo skromniejsze od wcześniej wymienionych. Sceny obrazujące życie i pracę rzemieślników Nebamona i Ipuki (TT181) – dwóch mistrzów rzeźbiarskich, ujawniają tajemnice technik stosowanych przez rzeźbiarzy, malarzy i garncarzy. Z malowideł z grobowca Pujemre, II Kapłana Amona (TT39), dowiadujemy się, jak wyglądała produkcja rydwanów, obróbka metali i wyrób naczyń z twardego kamienia. W grobowcu Neferrenpeta (TT178) widzimy złotników i jubilerów wytapiających złoto i sporządzających najpiękniejsze sztuki biżuterii ze złota i szlachetnych kamieni.

## Dra Abu al-Naga
Nekropola królewska XVII dynastii tebańskiej: jej założyciela Rahotepa i jego sześciu (być może także siódmego) następców. Znajduje się tu także grób Kamose, władcy tebańskiego, który rozpoczął proces zjednoczenia i stworzył podwaliny do powstania Nowego Państwa.
Miejsce pochówku kontynuatora i następcy Kamose, Ahmose I – pierwszego władcy XVIII dynastii jego żony Ahmes-Nefertari oraz prawdopodobne miejsce pochówku ich syna Amenhotepa I. W rejonie tym znajduje się także wiele grobowców wielmożów o  podobnej formie i dekoracji jak w poprzednich. Między innymi, grobowiec Amenemopeta (TT148) z malowidłami przedstawiającymi sceny rytualne opuszczania mumii do szybu grobowego i procesji kapłanów z posągami Amenhotepa III i królowej Teje. Nebamon był lekarzem. Jego grobowiec (TT17) zdobią malowidła przedstawiające sporą kolejkę pacjentów przybyłych z dalekich stron, by zasięgnąć porady „wybitnego” specjalisty. W grobowcu (TT234) królewskiego skryby Roy uwieczniono sceny Sądu Ozyrysa.

## Al Tarif
Nekropola Starego Państwa, położona nieopodal cmentarzyska arabskiego w sąsiedztwie Świątyni Seti I, w której grobowce budowano według ówczesnych zasad – w formie mastaby.

## Deir el-Bahari
Deir el-Bahari, Dajr al-Bahri, arab. دير البحري, nazwa oznacza „Klasztor Północny”...

## Deir el-Medina
Deir el Medina, Dajr al Medina, arab. „Klasztor Miejski” – miejsce, osada na zachodnim brzegu Teb zwana w czasach starożytnych egip. Set Maat, co oznacza „Siedlisko Prawdy”...

## Ramesseum
Kompleks świątyń pobudowanych przez Ramzesa II.